# El verdugo de Sevilla

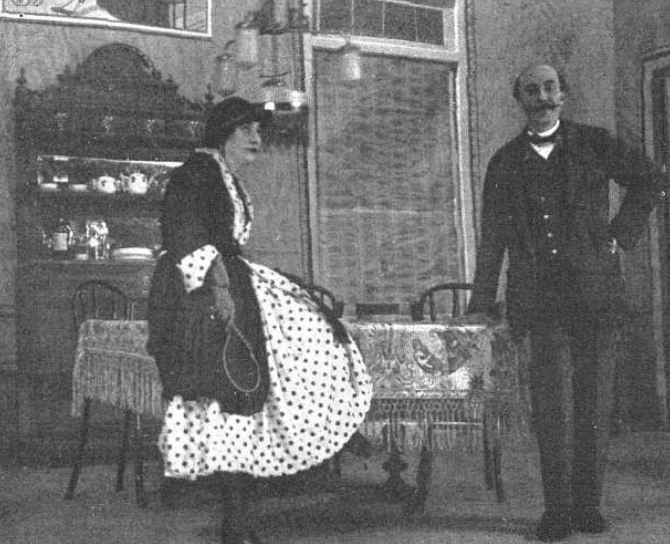
Adela Carbone y Juan Bonafé en una escena del estreno

El verdugo de Sevilla es una obra de teatro, escrita por Pedro Muñoz Seca y Enrique García Álvarez y estrenada el 31 de octubre de 1916 en el Teatro de la Comedia de Madrid.

## Argumento
La pieza narra las desventuras del ingenuo Bonifacio Bonilla que acepta un trabajo de verdugo, en la creencia de que su tarea consistirá en sacrificar conejos, cuando en realidad su cometido no es otro que el de ajusticiar a una banda de malhechores sevillanos, apodados los conejos.

## Representaciones destacadas
- Teatro (estreno: 1916). Intérpretes: Juan Bonafé, Adela Carbone.
- Cine: El verdugo de Sevilla (México, 1942). Dirección: Fernando Soler. Intérpretes: Fernando Soler, Sara García.
- Teatro (Teatro Borrás, Barcelona, 1946). Intérpretes: Paco Melgares, Consuelo de Nieva, María Francés, Silvia de Soto, Ricardo Fuentes.
- Televisión (1965, en el espacio Teatro de humor, de TVE). Intérpretes: Mariano Ozores, Joaquín Pamplona, Valentín Tornos, Concha Cuetos, Encarna Abad, Álvaro de Luna, Laly Soldevila.
- Televisión (1969, en el espacio La risa española, de TVE). Intérpretes: Félix Dafauce, Jesús Enguita,Mari Paz Ballesteros, Trini Alonso, Encarna Abad, Álvaro de Luna, José Blanch.